# Fekete-bérc
A Fekete-bérc Kovászna megye nyolcadik legmagasabb pontja és egyben a Háromszéki-havasok ötödik legmagasabb pontja is. A Keleti-Kárpátok részét képezi.
Állat és növényvilága rendkívül színes. A környékbeli erdőkben az európai nagyragadozók közül mind a barna medve (Ursus arctos), a hiúz (Felis lynx) és a farkas (Canis lupus) is menedéket talál magának, de rengeteg egyéb kisebb ragadozó, rágcsáló és növényevő emlős is fellelhető itt. A hegy és környéke színes madárvilággal is rendelkezik. A hegyet fenyvesek borítják.